# Toyota GT86
La Toyota GT86 est un coupé sportif à propulsion et moteur atmosphérique, produit par le constructeur automobile japonais Toyota de 2012 à 2020, en collaboration avec Subaru, qui la commercialise sous le nom de Subaru BRZ. Il a également été vendu sur certains marchés sous le nom de Toyota 86, ou Scion FR-S.

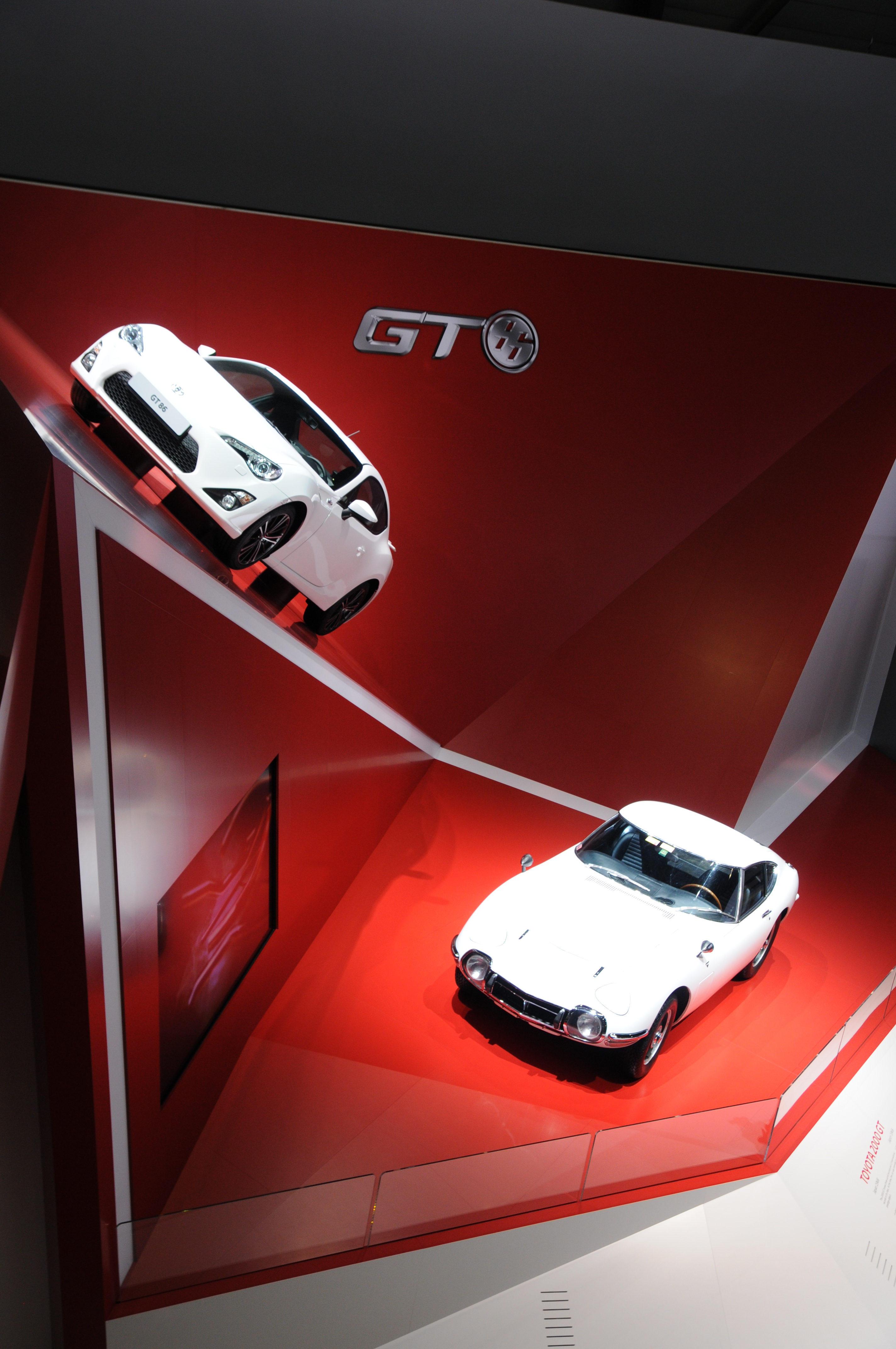
La GT86 au salon de Genève de 2012 (à gauche), accompagnée d'une Toyota 2000 GT.

## Présentation
Initialement présentée au public sous le nom de FT-HS (2007), puis de FT-86 (2009), une série de concept cars qui connaitra sept itérations, la Toyota GT86 est finalement révélée au public au Salon de Tokyo en décembre 2011, en même temps que son homologue la Subaru BRZ. Elle constitue un hommage à la Toyota Corolla AE86 et au coupé 2000GT, ainsi qu'à la Toyota Sports 800, premier coupé sportif produit par Toyota, également une propulsion à moteur boxer.
Sa réception critique et public initiale fut positive, aidée par son placement sur une niche relativement inoccupée (coupé sportif propulsion à un tarif accessible), et plus de 10 000 commandes seront enregistrées le premier mois de commercialisation.
Bien que très proche techniquement de la Subaru BRZ, les deux voitures diffèrent par leur face avant (pare-chocs & phares), certains détails intérieurs, et le tarage de leurs ressorts de suspension, plus souples sur la GT86 (23 N/mm) que sur la Subaru BRZ (25 N/mm), afin de donner à cette première un comportement plus joueur.
En mars 2016, une version restylée de la GT86 est dévoilée au Salon de l'automobile de New York. Le bouclier avant est redessiné et adopte une entrée d'air agrandie, ainsi que de nouveaux antibrouillards, les phares avant sont remplacés par de nouvelles unités à LED reprenant les clignotants, et les feux arrière adoptent un nouveau design, tout comme les jantes. Enfin, l'intérieur est modernisé, avec l'adoption de commandes au volant et d'un écran multifonctions dans le combiné d'instrumentation. Le lancement de cette version restylée coïncide avec l'arrêt de la marque Scion sur les marchés nord-américains, où le modèle change de marque et devient la Toyota 86.
En avril de cette même année, Toyota dévoile une étude de style sous la forme de break de chasse, mais n'y donnera pas de suite.
Après huit ans sur le marché, Subaru annonce en juillet 2020 se préparer à l'arrêt de la production des BRZ en arrêtant la prise de commandes sur son modèle. Cette nouvelle sonne également le glas de la production de GT86, les deux voitures étant assemblés sur la même ligne de l'usine Subaru de Gunma. Les derniers exemplaires quitteront les usines à la fin de l'année 2020 . Toyota & Subaru n'ont pas confirmé le nombre total d'exemplaires produits, mais les modèles se sont vendus à plus de 140 000 exemplaires sur les marchés Nord-Américains et Européens,,,, indiquant une production totale en 150 et 200 000 exemplaires.
La seconde génération de ce coupé est révélée le 18 Novembre 2020 (Subaru BRZ) puis le 5 Avril 2021 (Toyota GR86). Elle reprend le principe d'un modèle partagé entre les deux marques, avec quelques légères différences stylistiques et une architecture à propulsion et moteur avant. Ce dernier passe de 2.0L à 2.4L de cylindrée, et développe 235 ch.

### Patronyme
Le choix de l'appellation GT86 est une référence aux coupés Corolla Levin et Sprinter Trueno des années 80, dont le nom de code était AE86, et qui reprenaient la même architecture propulsion (avec cependant un essieu arrière rigide), ainsi que la même philosophie combinant quatre places, un poids contenu et un moteur essence atmosphérique privilégiant les hauts régimes. Le chiffre 86 se retrouve dans d'autres caractéristiques de la GT86, comme l'alésage et la course de son moteur, tous deux de 86 mm (ce qui en fait un moteur carré), et le diamètre des pots d'échappement.

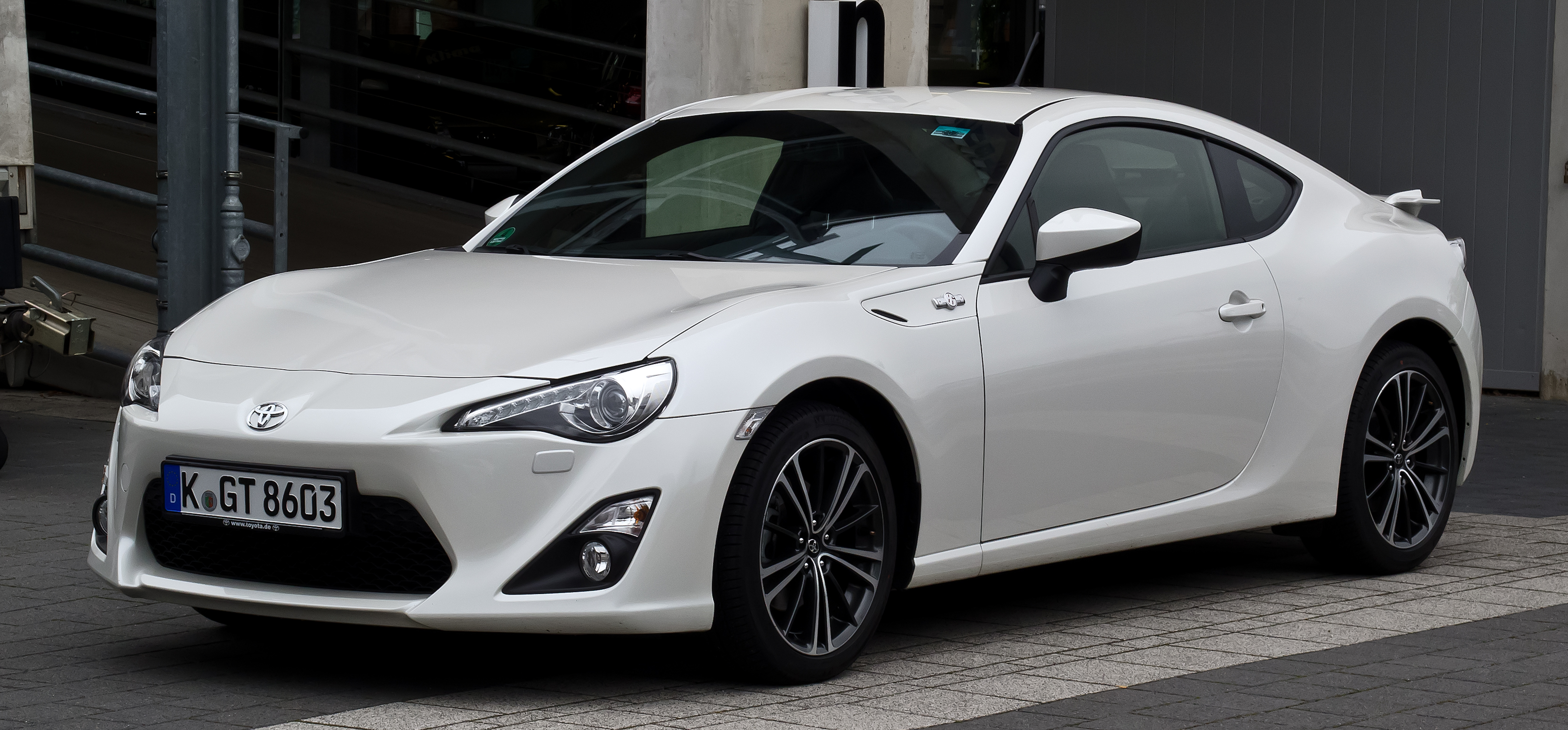
Le coefficient aérodynamique (Cx) de la GT86 est de 0,27 (0,28 sans spoiler).
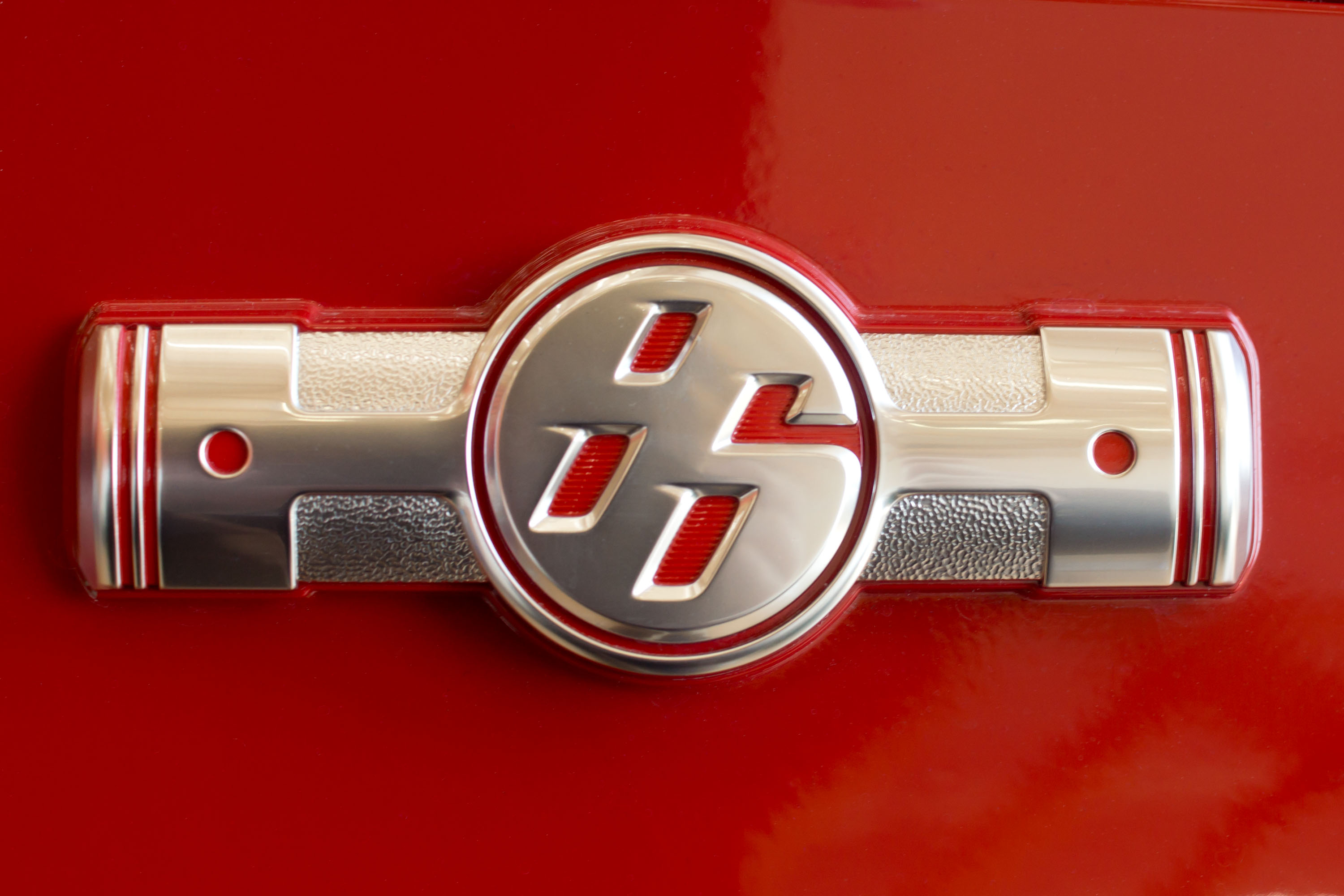
Le logo de la GT86, représentant l'architecture boxer du moteur.
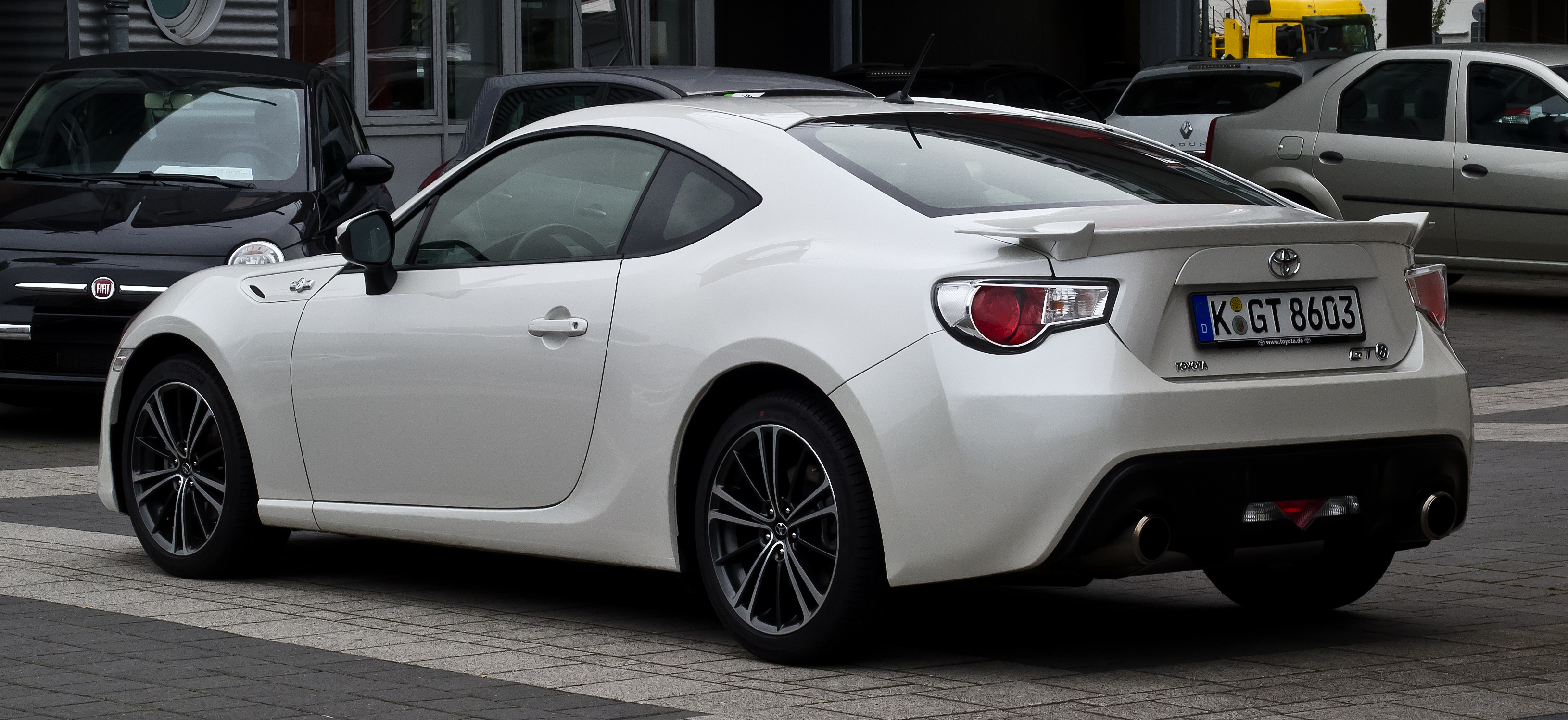
La GT86 dispose d'un spoiler afin d'améliorer la tenue de cap.
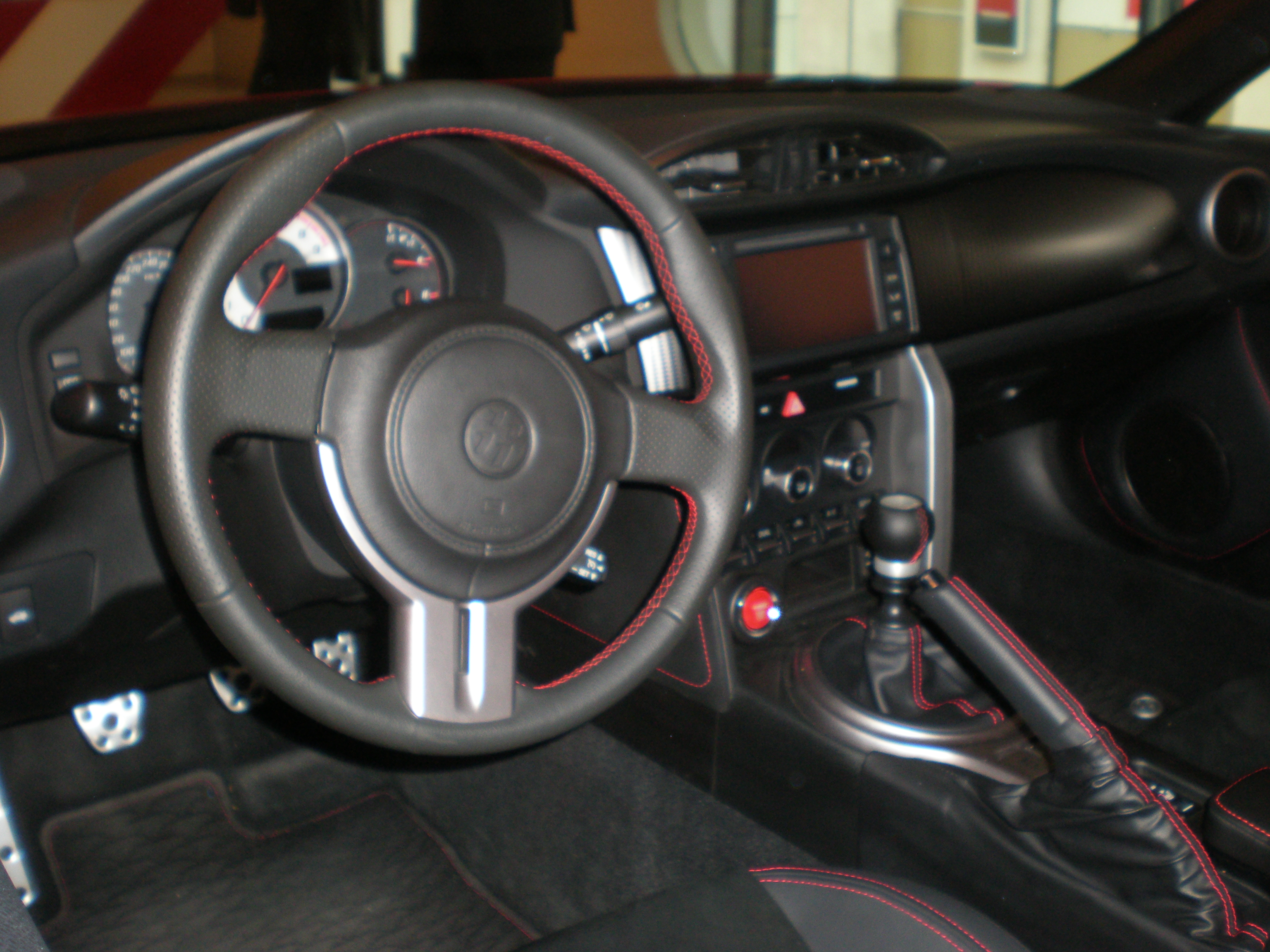
L'intérieur d'une GT86 européenne.

## Caractéristiques techniques

### Moteur et performances

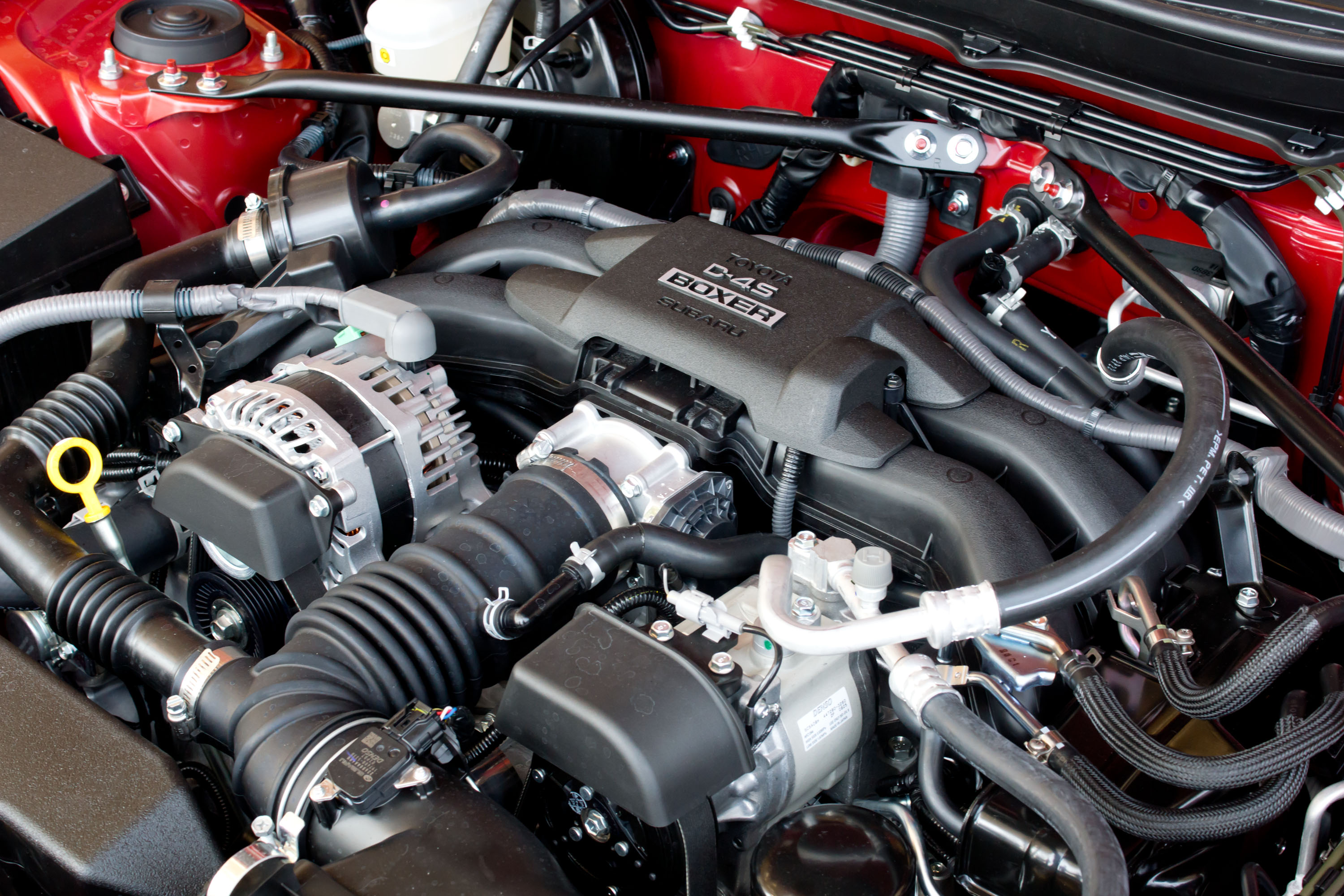
Bloc moteur type boxer, situé au-dessus de l'axe avant

Le moteur utilisé a été développé et mis au point par Subaru : il s'agit d'une variante de la série FA20 nommée FA20D (Subaru) / 4U-GSE (Toyota), un quatre cylindres à plat opposés de 1 998 cm3 (alésage × course: 86 × 86 mm). Ce moteur atmosphérique à 16 soupapes utilise un système de calage variable des soupapes d'admission (Subaru AVCS) ainsi que le système de bi-injection Toyota D4S: chaque cylindre dispose d'un injecteur direct situé dans la chambre de combustion, et d'un injecteur indirect situé dans le collecteur d'admission. Il délivre son couple maximum de 205 N m, de 6 400 à 6 600 tr/min et une puissance maximale de 200 ch à 7 000 tr/min, avec un régime maximal fixé à 7 450 tr/min. Ces régimes élevés traduisent le caractère pointu du moteur, dont la puissance spécifique atteint 100 ch au litre. 95 % du couple moteur est cependant disponible dès 2 800 tr/min, ce qui lui permet d'être tout à fait utilisable dans les conditions de circulation rencontrées au quotidien.
La boîte de vitesses manuelle à 6 rapports (Toyota TL70 / Aisin AZ6) dispose d'un débattement et étagement courts, seul le dernier rapport étant légèrement allongé afin de diminuer la consommation de carburant et le niveau sonore sur autoroute. Une boîte de vitesses automatique est disponible, produite par Aisin sous la dénomination A960E. Il s'agit d'une boite à convertisseur de couple et train épicycloïdal, qui dispose de 6 rapports, pouvant être commandée par palettes au volant. Son étagement plus long permet une consommation plus faible de 7,1 L/100 km selon le cycle NEDC (164 g de CO2/km), ce qui se fait au prix d'une accélération réduite (0-100 km/h en 8,2 s). Enfin, elle augmente le poids total de la voiture de 25 kg par rapport à la version manuelle.

### Châssis et comportement
Le châssis, dans la lignée de l'AE86, et cherche à privilégier les sensations et le plaisir de conduite plutôt que la vitesse pure. L'essieu avant utilise une suspension de type MacPherson, tandis que l'arrière est équipé d'un train multibras.
Un centre de gravité bas possible était l'une des priorités lors de la conception de la GT86, ce qui explique le choix d'un moteur à plat, qui permet de concentrer les composants lourds tels que les culasses le plus près du sol. Le résultat de ces efforts est un centre de gravité situé à 460 mm du sol, c'est-à-dire plus bas que sur une Porsche Cayman ou une Ferrari 458.
Afin de garder un poids contenu, certains éléments de carrosserie (tels que le capot) sont fabriqués en aluminium. Le choix d'une malle arrière (plutôt qu'un hayon) correspond également à une recherche de légèreté, et permet d'augmenter la rigidité de la caisse.
Le système de freinage utilise quatre disques ventilés, accompagnés d'étriers flottants à deux pistons à l'avant, et mono-pistons à l'arrière (exception faite de certains modèles d'entrée de gamme équipés de disques arrière pleins). Il permet de passer de 200 km/h à l'arrêt en 158 m, tandis que sa principale concurrente sur le sol français, la Peugeot RCZ, en réclame 155. Cette différence s'explique cependant par le montage de pneus Michelin Primacy HP en 215/45-17, à la faible adhérence longitudinale et ne permettant que 0,91 G d'accélération transversale maximale. Ce choix a été dicté par le cahier des charges de Toyota, et a pour but de donner à la voiture un comportement joueur et prévenant grâce à des gommes relativement peu adhérentes.

## Scion FR-S

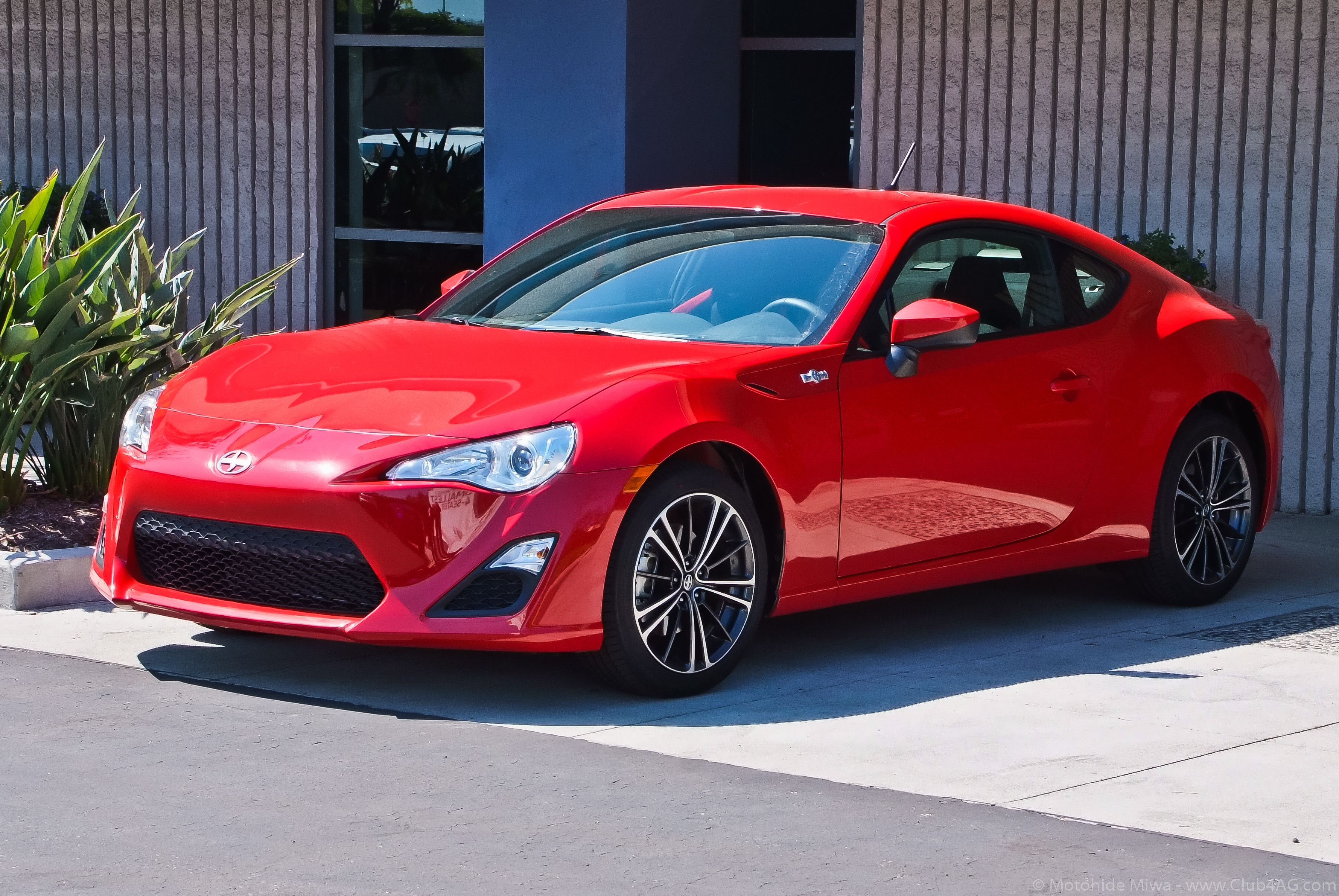
Une Scion FR-S américaine

Aux États-Unis, la Toyota GT86 a d'abord été vendue sous la marque Scion, avec le nom de modèle FR-S, de 2012 à 2016. À part quelques différences d'équipements mineures visant à permettre un prix d'appel plus bas sur les marchés nord-américains (phares halogènes, antibrouillards et aileron en options, pas de démarrage sans clé, climatisation manuelle et radio simplifiée, pas de rabattage électrique des rétroviseurs, etc.), les deux voitures sont mécaniquement et visuellement identiques. À la suite de la disparition de la marque Scion en 2016, la distribution de ce modèle a été transférée à Toyota, sous le nom de Toyota 86.
En parallèle, sa sœur jumelle, la Subaru BRZ, y est également diffusée.
À partir de l'année modèle 2017, les Toyota 86 et Subaru BRZ américaines gagnent 5 chevaux et 7 N m de couple, pour un total de 205 ch / 212 N m. Cette nouvelle version du moteur est reconnaissable à son collecteur d'admission rouge. Ce changement n'affecte cependant que les modèles équipés de boites manuelles, les versions automatiques voyant leur puissance inchangée (tout comme les modèles européens, manuels ou automatiques).

## Récompenses
En Europe, la GT86 a remporté les titres suivants en 2012 :
- Voiture de l'année par le magazine Top Gear (et Jeremy Clarkson ) qui l'a également couronné Coupé de l'année et vainqueur de la Top Gear Speed Week (contre des concurrents dont la McLaren MP4-12C , la Porsche 911 Carrera S et la Lotus Exige S)[14];
- Meilleure voiture de conducteur par Autocar[15];
- Voiture de performance par Auto Express[16].

En Australie, la GT86 a reçu les titres suivants en 2012 :
- Prix de la voiture de l'année décerné par le magazine Wheels[17], Carsguide[18], et Drive[19] (partagé avec Subaru BRZ);
- Meilleure voiture de performance de moins de 60 000 A$ et encore une fois Choix du public par Drive[19];
- Meilleure voiture performante du choix du public à moins de 100 000 $ AU par Carsales (partagée avec Subaru BRZ)[20].